# Biologie spatiale à Hammaguir
Des recherches en biologie spatiale ont été effectuées par des scientifiques français au Centre interarmées d'essais d'engins spéciaux à Hammaguir en Algérie de 1961 à 1967.
Le Centre interarmées d'essais d'engins spéciaux utilisé comme base de lancement des fusées-sondes édifiée à Hammaguir à partir de 1949 avait pour objet principal de développer l’exploitation scientifique, commerciale et militaire de l’espace.
Ces fusées furent également utilisées avec pour objectif l’étude des effets de l’absence de pesanteur sur les fonctions neurologiques régissant l’orientation spatiale et l’équilibration. À cet effet, entre 1961 et 1967, sept tirs furent réservés à ces expériences par le Centre d’enseignement et de recherche de médecine aéronautique (CERMA), sous l’égide du Centre national d'études spatiales (CNES). Elles constituèrent à l’époque un véritable exploit technique salué par la presse.

## Le contexte décisionnel
Avant le début de l’ère spatiale, on ne s’était guère intéressé aux effets biologiques de l’absence de pesanteur, ce phénomène étant impossible à réaliser durablement sur Terre. Avec les fusées-sondes, on disposait de quelques minutes d’apesanteur pendant la phase balistique de leur trajectoire. Le médecin général Grandpierre, directeur du Centre d’enseignement et de recherche de médecine aéronautique (CERMA), suggéra de profiter de cette opportunité pour procéder à l’étude des mécanismes de l’équilibration et de l’orientation dans l’espace dont on pouvait craindre qu’ils ne soient perturbés dans cette situation. À cette fin, il proposa d’explorer sur des animaux le fonctionnement des structures cérébrales impliquées dans ces fonctions, à l’aide des techniques électro physiologiques du moment.
Après l’avis d’un groupe de travail, le sous-comité Programme scientifique de recherches spatiales, du Comité d’action scientifique de la défense nationale (CASDN) donna son accord au projet du CERMA en 1959. Le CNES créé deux ans plus tard confirma et soutint cette décision,,.

## Problèmes à résoudre
Le projet était particulièrement ambitieux car il fallait non seulement assurer le maintien en vie des animaux, mais aussi réaliser de délicates expériences de neurophysiologie dans un environnement particulièrement perturbant. Trois espèces animales (rat, chat, singe) ayant été utilisées successivement, il fallut chaque fois trouver de nouvelles solutions.
Pour la sécurité et le confort des animaux, des moyens de contention, non traumatisant physiquement et émotionnellement qui leur permettent de subir sans dommage les accélérations lors du lancement et du freinage, durent être mis au point.
L’aération et l’épuration du gaz carbonique devaient être assurées pendant l’attente et la vingtaine de minutes du confinement que durait la période critique de l’expérience. Les tirs ayant lieu très tôt le matin, aux heures les plus fraiches de la journée, aucun système de climatisation ne fut mis en place. Mais il était prévu de récupérer les animaux très rapidement par hélicoptère afin d’éviter toute attente prolongée en plein soleil.
L’implantation d’électrodes intracrâniennes posait des problèmes spécifiques à chaque espèce animale. De plus, contrairement aux expériences de laboratoire où l’on expérimentait en aigu sur des animaux endormis et ne servant qu’une seule fois, il fallait dans le cas présent travailler sur des animaux éveillés, implantés plusieurs semaines à l’avance et ayant parfaitement récupéré. Une fois préparés, ces animaux devaient subir un long entraînement avec des séances de simulation du vol, afin d’éviter que le jour du tir réel des manifestations émotionnelles ne masquent les effets de l'absence de pesanteur.
Les signaux électriques recueillis par les électrodes intracrâniennes étaient transmis au sol par télémesure. Comme ces courants étaient très faibles, il fut nécessaire de fabriquer de toutes pièces un amplificateur à transistor résistant aux accélérations et suffisamment miniaturisé pour être placé dans la pointe de la fusée,.
Les données du vol (accélérations sur les trois axes, pression, température, bruit) étaient recueillies sur un enregistreur de bord récupéré après le retour au sol.

## Campagne de tir de 1961
Pour cette première expérience, l’animal choisi était un rat de type Wistar. À l’intérieur du container, il était maintenu dans la position ventrale qui lui était familière à l’aide d’un gilet.
Les enregistrements neurophysiologiques concernaient l'activité électrique du cortex cérébral et de la réticulée mésencéphalique, ainsi que le myogramme des muscles de la nuque.
La fusée utilisée était une Véronique AGI V24.
Le tir eut lieu le 22 février 1961. Des irrégularités de propulsion limitèrent la culmination à 110 km et perturbèrent quelque peu par des accélérations complexes la période qui aurait dû être en absence de pesanteur.
Les enregistrements biologiques fonctionnèrent correctement pendant toute la durée du vol. L’atterrissage eut lieu 8 min 10 s après la mise à feu. L’animal fut récupéré en bonne santé, ramené à Paris le lendemain, et présenté à la presse. Il fut baptisé Hector,.

## Campagne de tir de 1962
Deux tirs furent réalisés, les 15 et 18 octobre 1962, tous deux retardés par un vent violent et quelques problèmes techniques.
Deux rats du même type que précédemment et préparés de la même façon furent utilisés.
Au cours du premier tir avec la fusée Véronique AGI V37, la phase balistique avec absence de pesanteur dura 6 minutes. Les enregistrements furent de bonne qualité jusqu'à la perte du champ de la télémesure à la 175e s. Cependant, la pointe de la fusée retomba trop loin pour être récupérée dans des délais compatibles avec la survie de l’animal.
Le tir suivant, trois jours plus tard, avec la fusée Véronique AGI V36 fut un échec. L’engin partit sur une trajectoire oblique et se perdit dans le désert. Néanmoins, la télémesure fonctionna correctement jusqu'à la perte du champ à la 135e s. La perte de la pointe de la fusée ne permit pas de connaître les accélérations subies.

## Campagne de tir de 1963
Cette campagne fut réalisée avec des chats dont la taille permettait une exploration électro physiologique plus complète.
À l’intérieur de la fusée, ils étaient maintenus dans la position accroupie qui était leur attitude habituelle de repos. Deux chattes, plus dociles que les mâles, furent sélectionnées.
Les enregistrements électro physiologiques concernaient le cortex somesthésique gauche, le cortex associatif gauche, l'Hippocampe droit et la réticulée mésencéphalique. En outre, le potentiel évoqué par la stimulation de la patte antérieure droite, était enregistré dans les aires somesthésique et associative gauche correspondantes.
Deux fusées de type Véronique furent tirées, les 18 et 24 octobre 1963.
Le 18 octobre, l’expérience avec la fusée Véronique AGI V47 réussit parfaitement. L'absence de pesanteur sur les trois axes fut bien observée depuis la fin de la propulsion jusqu'au début du freinage, soit pendant 302 s. Les enregistrements biologiques étaient d’excellente qualité. La récupération eut lieu 13 min 13 s après le départ. La chatte dénommée Félicette, était en parfaite santé.
Le 24 octobre, les choses se passèrent moins bien. La fusée Véronique AGI V50 dévia de sa trajectoire et alla percuter le Djebel Béchar, à 120 km du point de lancement. L'absence de pesanteur sur les trois axes fut bien observée de la 120e à la 210e s, mais les enregistrements des paramètres physiologiques disparurent à la 140e s par perte de champ de la télémesure,.

## Campagne de tir de 1967
Il était prévu d’utiliser des singes, mais vu le peu d’espace disponible dans la pointe des fusées on ne pouvait utiliser que des espèces de petite taille. Le choix se porta sur le macaque némestrina. La préparation de cet animal nécessita de longues études préalables car contrairement au chat, il n’existait aucun atlas stéréotaxique du cerveau de cet animal, ni de localisation précise de l'activité électrique corticale. Ce repérage indispensable pour la mise en place des électrodes profondes prit plusieurs mois.
Un autre problème vint de l’emploi de fusées Vesta plus puissantes que les Véronique. L’accélération de l’ordre de 20 G au moment de la rentrée dans les basses couches de l’atmosphère n’était pas acceptable pour les animaux ce qui nécessita des adaptations du système de freinage pour ne pas dépasser 12 G.
L’animal était maintenu sur son siège dans la position assise qui lui était familière.
En plus des enregistrements habituels des fonctions végétatives (température, fréquence cardiaque et fréquence respiratoire), six voies corticales (bifrontales, pré et post rolandique, bioccipitale), une voie pour l'activité de l'hippocampe et trois voies d'électromyographie (biceps, triceps, muscles de la nuque) étaient prévues. Le comportement de l'animal, conditionné à répondre à un signal lumineux par une action sur un levier, était surveillé par une caméra.
Les deux tirs eurent lieu les 7 et 13 mars 1967.
Le tir du 7 mars avec la fusée Vesta 04 (Exp. FU 147) avait à son bord la petite guenon Martine. Les séquences se déroulèrent selon la chronologie prévue mais le heurt du propulseur avec la pointe entraina des accélérations légèrement positives en Z pendant la période de plus de six minutes où elles auraient dû être nulles. La pointe de la fusée toucha le sol 930 secondes après le lancement sans autre incident. La télémesure fonctionna jusqu'à la 760e seconde. Les enregistrements magnétiques et photographiques furent excellents. L’animal en bonne forme fut rapidement récupéré.
Le dernier tir, le 13 mars, avec la guenon Pierrette à bord de la fusée Vesta 05 (Exp. FU 147), sera un succès total. Toutes les séquences se déroulèrent sans incident et l'accélération fut bien nulle sur les trois axes pendant les 6 min 31 s de la phase balistique. Les enregistrements, par télémesure et à bord de l'engin, étaient de très bonne qualité. L'animal en excellent état physique, fut rapidement récupéré et ramené pour enregistrements de contrôle,.

## Le bilan
Sur les sept tirs, deux seulement furent exempts d’incident, le 18 octobre 1963 et le 13 mars 1967. Deux furent pollués par des accélérations parasites pendant la phase balistique et trois engins se perdirent dans le désert. Les fusées n’avaient pas encore atteint la fiabilité que l’on espérait.
Par contre, la préparation des animaux fut un plein succès. Les systèmes mis en place pour assurer le conditionnement du container remplirent parfaitement leur office. Les enregistrements électro physiologiques transmis par télémesure fonctionnèrent correctement, ce qui constituait une véritable prouesse technologique, jamais réalisée auparavant, vu les conditions environnementales et les moyens de l’époque.
Concernant les résultats proprement dit, le plus important fut de constater que l’absence de pesanteur, pendant les brèves périodes où elle fut observée avec certitude ainsi que les périodes d’hypopesanteur, n’entrainaient pas de dysfonctionnement des structures cérébrales étudiées. L’apparence d’hypovigilance chez la chatte Félicette et la guenon Martine, difficile à apprécier, n’était pas interprétable sur ces deux seules expériences.

## Nouveaux projets
Ces expériences furent parmi les dernières réalisées sur le site d’Hammaguir qui ferma ses portes en juillet 1967 conformément aux accords d'Évian.
Sur le plan biologique, pendant la quinzaine d’années qui suivit, seules quelques expériences furent réalisées à l’aide de ballon-sondes pour étudier les effets biologiques des rayons cosmiques de la haute altitude.
Les projets biologiques furent ensuite repris sous l’égide du CNES. Aux termes d’accords avec les Soviétiques et les Américains permettant à la France d’être la troisième nation à avoir des hommes dans l'espace, des spationautes furent sélectionnés pour participer à des missions spatiales et des programmes de recherche furent lancés dans le domaine des sciences de la vie.